# IC 3742
IC 3742 — галактика типу SBc () у сузір'ї Волосся Вероніки.
Цей об'єкт міститься в оригінальній редакції індексного каталогу.